# Charles Trevelyan (3e baronnet)
Charles Philips Trevelyan, 3e baronnet (28 octobre 1870 - 24 janvier 1958) est un homme politique du parti libéral britannique, qui est devenu travailliste, et un propriétaire foncier. Il est président du Board of Education en 1924 et entre 1929 et 1931 dans les deux premières administrations travaillistes de Ramsay MacDonald. 

## Jeunesse

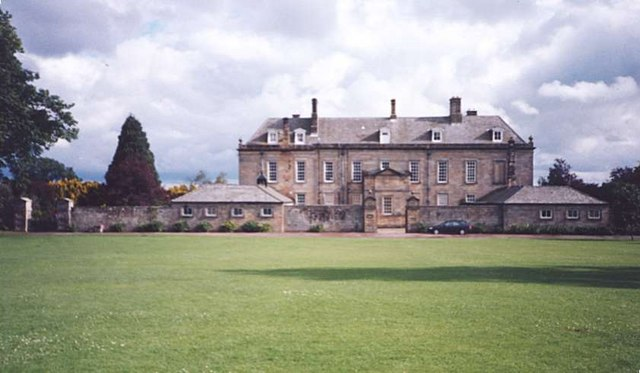
Wallington Hall.

Né dans une famille aristocratique libérale, Charles est le fils aîné de George Trevelyan (2e baronnet), et de son épouse Caroline, fille de Robert Needham Philips (en). Il est le petit-fils de Charles Trevelyan (1er baronnet), le frère aîné de Robert Trevelyan (en) et George Macaulay Trevelyan et le petit-neveu de Thomas Babington Macaulay. Il est l'arrière-arrière-petit-fils de John Trevelyan, 4e baronnet (1735-1828). La légende familiale rattache leur ascendance à Sir Trevillian, l'un des chevaliers du roi Arthur, qui a nagé à terre à cheval lorsque Lyonesse a coulé. La famille a gardé trois maisons toute l'année: Wallington Hall, propriété de la famille depuis 1777, Welcombe House et une maison de ville à Westminster. Les domaines familiaux comprenaient plus de 11 000 acres. 
Après Harrow et Trinity College, Cambridge, Charles Philips se lance dans une carrière politique. Béatrice Webb, son amie, l'a décrit comme « un homme qui a toutes les qualités — position sociale, richesse, intelligence, perspectives indépendantes, bonne mine, bonnes manières. »

## Carrière politique
Il est d'abord un libéral et plus tard un député travailliste. En tant que membre de la noblesse débarquée au sein du parti travailliste, il est considéré par certains comme un anachronisme ambulant. Malgré cela, ses propres privilèges et ses activités de gentleman sont toujours restés intacts. Il est élu député libéral d'Elland, dans le Yorkshire, lors d'une élection partielle en 1899. Il sert sous Herbert Henry Asquith comme secrétaire parlementaire du Board of Education entre 1908 et 1914, quand, en tant qu'opposant à l'entrée britannique dans la Première Guerre mondiale, il démissionne du gouvernement. En 1914 également, il fonde l'Union of Democratic Control, une organisation multipartite rassemblant l'opposition à la guerre. Aux élections générales de 1918, il perd son siège d'Elland, se présentant comme candidat indépendant du Parti travailliste. 
Il est élu à Newcastle Central comme travailliste en 1922 et occupe le siège jusqu'en 1931. Il est membre des cabinets travaillistes de Ramsay MacDonald en tant que président du Board of Education entre janvier et novembre 1924 et entre 1929 et 1931, démissionnant lorsque son projet de loi sur l'éducation est rejeté par les Lords quelques mois avant la chute du gouvernement travailliste. En 1924, il est admis au Conseil privé. En 1928, il succède à son père comme troisième baronnet. 
Au début de 1939, à la suite de Stafford Cripps et d'Aneurin Bevan entre autres, Trevelyan est brièvement expulsé du Parti travailliste pour avoir persisté en faveur d'un « front populaire » (impliquant une coopération avec le Parti libéral et le Parti communiste) contre le gouvernement national. 
Outre sa carrière politique, Trevelyan est également Lord Lieutenant du Northumberland entre 1930 et 1949. 
À sa mort, il est le dernier membre survivant du premier cabinet travailliste britannique. 

## Famille
Trevelyan épouse Mary Katherine Bell, une demi-sœur cadette de Gertrude Bell et la fille de Thomas Bell, 2e baronnet. Ils ont six enfants dont son fils aîné, George Trevelyan, qu'il a déshérité. Il donne Wallington Hall, dont il hérite en 1928, au National Trust, la première propriété de ce type à appartenir au Trust. Il est décédé en janvier 1958, à l'âge de 87 ans.